# Netarts
Netarts (kiejtése: ['niːtɑːrts]) az Amerikai Egyesült Államok északnyugati részén, Oregon állam Tillamook megyéjében elhelyezkedő népszámlálás által kijelölt hely.
A 2010. évi népszámlálási adatok alapján 744 lakosa van. Területe 6,8 km², melynek 100%-a szárazföld.

## Népesség

### 2010
A 2010-es népszámláláskor 748 lakója, 366 háztartása és 218 családja volt. A népsűrűség 110 fő/km². A lakóegységek száma 775, sűrűségük 114 db/km². A lakosok 95,3%-a fehér, 1,1%-a indián, 1,5%-a egyéb-, 2,1% pedig kettő vagy több etnikumú. A spanyol vagy latino származásúak aránya 4,1% (3,1% mexikói, 0,9% pedig egyéb spanyol/latino származású).
A háztartások 14,5%-ában élt 18 évnél fiatalabb. 48,1% házas, 7,7% egyedülálló nő, 3,8% pedig egyedülálló férfi; 40,4% pedig nem család. 32,8% egyedül élt; 11,8%-uk 65 éves vagy idősebb. Egy háztartásban átlagosan 2,04 személy élt; a családok átlagmérete 2,5 fő.
A medián életkor 52,8 év volt. A lakók 11,9%-a 18 évesnél fiatalabb, 2,5% 18 és 24 év közötti, 13,5%-uk 25 és 44 év közötti, 42,4%-uk 45 és 64 év közötti, 20,5%-uk pedig 65 éves vagy idősebb. A lakosok 47,9%-a férfi, 52,1%-uk pedig nő.

### 2000
A 2000-es népszámláláskor 744 lakója, 379 háztartása és 206 családja volt. A népsűrűség 109,6 fő/km². A lakóegységek száma 663, sűrűségük 97,7 db/km². A lakosok 95,16%-a fehér, 0,54%-a indián, 0,54%-a ázsiai, 0,13%-a a Csendes-óceáni szigetekről származik, 1,48%-a egyéb-, 2,15% pedig kettő vagy több etnikumú. A spanyol vagy latino származásúak aránya 3,23% (2,8% mexikói, 0,3% pedig egyéb spanyol/latino származású).
A háztartások 14,2%-ában élt 18 évnél fiatalabb. 45,6% házas, 5,8% egyedülálló nő; 45,8% pedig nem család. 38,5% egyedül élt; 13,7%-uk 65 éves vagy idősebb. Egy háztartásban átlagosan 1,96 személy élt; a családok átlagmérete 2,54 fő.
A lakók 15,1%-a 18 évnél fiatalabb, 4,3%-a 18 és 24 év közötti, 20,8%-a 25 és 44 év közötti, 34%-a 45 és 64 év közötti, 25,8%-a pedig 65 éves vagy idősebb. A medián életkor 51 év volt. Minden 100 nőre 94,8 férfi jut; a 18 évnél idősebb nőknél ez az arány 92,1.
A háztartások medián bevétele 39 214 amerikai dollár, ez az érték családoknál $43 250. A férfiak medián keresete $31 759, míg a nőké $19 957. Az egy főre jutó bevétel (PCI) $18 297. A családok 8,9%-a, a teljes népesség 13,5%-a élt létminimum alatt; a 18 év alattiaknál ez a szám 15,2%, a 65 év felettieknél pedig 7,4%.

## Fordítás
Ez a szócikk részben vagy egészben  a   Netarts, Oregon című angol Wikipédia-szócikk ezen változatának fordításán alapul.  Az eredeti cikk szerkesztőit annak laptörténete sorolja fel. Ez a jelzés csupán a megfogalmazás eredetét és a szerzői jogokat jelzi, nem szolgál a cikkben szereplő információk forrásmegjelöléseként.